# Stefan Bryła

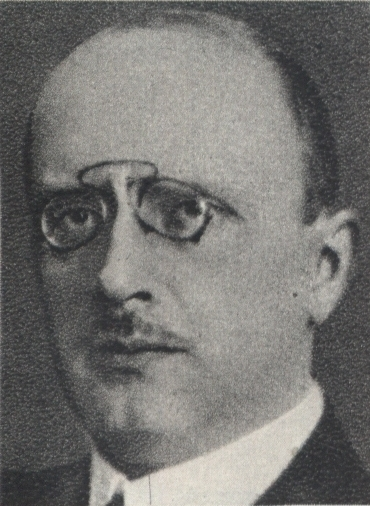
Stefan Bryła

Stefan Władysław Bryła (* 17. August 1886 in Krakau; † 3. Dezember 1943 in Warschau, Polen) war ein polnischer Konstrukteur, Ingenieur, Publizist und Sejmabgeordneter.

## Leben und Werk
Stefan Bryła, Sohn von Eligia Maria geb. Chrzanowska und Paweł Bryła, studierte bis 1908 Ingenieurwissenschaften an der TU Lemberg (damals K.u.K.). Anschließend, unterstützt durch die Krakauer Akademia Umiejętności, erweiterte er sein theoretisches und praktisches Wissen an der TU Berlin, der École Nationale des Ponts et Chaussées in Paris und in London. 1909 promovierte er an der TU-Lemberg und wurde ein Jahr später Privatdozent an dieser Hochschule. 1911 fuhr er nach Kanada und in die USA, wo er u. a. 1912 an der Planung und am Bau des Woolworth Buildings in New York teilnahm. 1913 begann er die Rückreise über Hawaii, Japan, Korea, China, die Mandschurei und Sibirien. Den Ersten Weltkrieg verbrachte er in Kiew (damals Russland), wo er u. a. ab 1915 Leiter des Verbandes der polnischen Ingenieure war. 1918 siedelte er nach Lwów – wie die Stadt Lemberg im wiederentstandenen Polen hieß – zurück, nahm im November 1918 an den Kämpfen um Lwów (mit den Ukrainern und später Sowjets) teil und unterrichtete anschließend an der dortigen TU Brückenbautheorie, seit 1921 als Professor. 1932 wurde er Mitglied der Polska Akademia Umiejętności und 1934 Professor für Bauwesen an der Technischen Universität in Warschau. Bryła entwickelte u. a. Grundmethoden des Schweißens von Stahlstrukturen. Ab 1926 war er Sejmabgeordneter, 1927 baute er mit der Maurzyce-Brücke die erste geschweißte Straßenbrücke der Welt. Er entwarf auch die ersten polnischen Wolkenkratzer: den Drapacz Chmur in Kattowitz und das Prudential-Gebäude in Warschau. 
Stefan Bryła schrieb zahlreiche Fach- und Lehrbücher, aber auch Reiseberichte (z. B. "Jeden dzień w Jokohamie. Kartki z podróży do Japonji" (Ein Tag in Jokohama. Reisenotizen aus Japan, 1913) und "Daleki Wschód" (Fernost, 1923)).
Während des Zweiten Weltkrieges unterrichtete er an den geheimen Untergrunduniversitäten. Am 16. November 1943 wurden er und seine ganze Familie dafür von den Deutschen in Warschau verhaftet, am 3. Dezember in einer öffentlichen Straßenexekution erschossen und auf dem Warschauer Powązki-Friedhof beigesetzt.

## Mitgliedschaften
Bryła war Mitglied zahlreicher wissenschaftlicher Organisationen, wie:
- Warschauer Wissenschaftliche Gesellschaft (1936)
- Vorsitzender des Vereins Polnischer Ingenieure und Techniker in Russland (1915–1918)
- Mitglied der Ständigen Internationalen Kommission für Brücken und Ingenieurskonstruktionen (1929)
- korrespondierendes Mitglied (1932) und ordentliches Mitglied (1935) der Akademie der Technischen Wissenschaften.

## Publikationen (Auswahl)

### Fach- und Lehrbücher
- Podręcznik budownictwa żelaznego,
- Przepisy dotyczące obliczeń statycznych w budownictwie lądowym,
- Przepisy projektowania i wykonywania stalowych konstrukcji spawalnych w budownictwie,
- Beton i żelbet,
- Statyka budowli.

### Reiseberichte
- Jeden dzień w Jokohamie. Kartki z podróży do Japonji (1913)
- Daleki Wschód (1923)

## Sonstiges
Der Polnische Verband der Bauingenieure prämiert jährlich besondere wissenschaftliche Leistungen in den Bereichen der Ingenieurwissenschaften und des Bauwesens mit dem Stefan-Bryła-Preis.